# TEKO
TEKO er en uddannelsesinstitution inden for mode og livsstil. Skolen blev grundlagt som brancheskole i 1968 for tøj- og tekstilbranchen. TEKO udbyder i dag uddannelser inden for afsætning, indkøb og design målrettet brancherne møbler/boliginteriør og tøj/tekstiler.
TEKO udbyder følgende uddannelser:
- Beklædningshåndværker (erhvervsuddannelse)
- Designteknolog (kort videregående uddannelse)
- Industriel Design (mellemlang videregående uddannelse)

Desuden udbyder TEKOs Videncenter kurser og efteruddannelse.
Skolen har cirka 1.100 studerende, deriblandt cirka 150 internationale studerende, og 135 medarbejdere.

## Uddannelser
Beklædningshåndværker, en 3-årig erhvervsuddannelse. Start direkte efter folkeskolen og giver - med bestået optagelsesprøve - adgang til overbygningen "Designteknolog".
Designteknolog
2-årig erhvervsakademiuddannelse med 8 danske specialeretninger 5 internationale specialeretninger.
Giver - med bestået optagelsesprøve - adgang til overbygningen "Bachelor i Design og Business"
Vælg mellem følgende danske specialeretninger:
Branding and Marketing Management
Design Fashion
Design Furniture
Pattern Design
Purchasing Management Fashion
Purchasing Management Furniture
Retail Design and Management
Visual Fashion Communication
Internationale specialretninger
Se listen med de internationale specialeretninger på vores engelske hjemmeside
Bachelor i Design og Business er en 1½-årig overbygning til Designteknolog eller tilsvarende11 danske specialeretninger8 internationale specialeretninger
Vælg mellem følgende danske specialeretninger:
Branding and Marketing Management
Communication and Media Strategy
Design - Fashion
Design Furniture
Entrepreneurship
Pattern Design
Purchasing Management Fashion
Purchasing Management Furniture
Retail Design
Retail Management
Visual Fashion Communication
Internationale specialretninger
Se listen med de internationale specialeretninger på vores engelske hjemmeside
Diplomingeniør
3½ år-årig mellemlang videregående uddannelse 2 specialeretninger: tekstil- eller møbelområdet: Diplomingeniør i Materialeteknologi
Bachelor i Tekstildesign
3½-årig mellemlang videregående uddannelse specialiser dig inden for Kulturel Formidling eller Undervisning.Professionsbachelor i Tekstildesign, Håndværk og Formidling

## Arkitektur
TEKOs hovedbygning er den tidligere Angli skjortefabrik – en cirkelrund bygning, der på hele indersiden er keramisk udsmykket af kunstneren Carl-Henning Pedersen. Bygningen deles med Carl-Henning Pedersen og Else Alfelts Museum (CHPEA).
Den bygning, der i dag rummer TEKOs værksteder er udsmykket af den unge danske kunstner Henrik Plenge Jacobsen, der har valgt at dekorere gulve og døre med stærke farver og symboler. Gulvene i undervisningsområderne er udsmykkede som henholdsvis en spilleplade og en roulette fra Casinoverdenen. Den danske skulptør Jens Chr. Jensen har udført en skulptur, der danner centrum for handelshus-bygningen. Jens Chr. Jensen er bl.a. kendt for sit arbejde med frigørelse af bindinger til f.eks. den traditionelle sokkel og arbjder med assamblage. Udvendigt på bygningen er der en emaljefrise af Carl Henning Pedersen.
Bygningen, hvor designere og modelteknikere holder til, er skabt i et samarbejde mellem arkitekt Ingolf W.B. Jacobsen fra C.F. Møllers Tegnestue og kunstneren Tonny Hørning. Resultatet er en bygning, hvor kunsten er tænkt ind i alt fra lys og lyd til gulve og dørgreb.
Landskabsarkitekten, C.Th. Sørensen har lavet et system af skulpturer, som binder området omkring TEKO sammen og skaber en ramme i form af De Geometriske Haver.
Ikke langt fra TEKO ligger Ingvar Cronhammars værk, Elia.

## Eksterne links
TEKOs hjemmeside Arkiveret 25. juni 2012 hos  Wayback Machine
|  | Denne artikel om en bygning eller et bygningsværk kan blive bedre, hvis der indsættes et (bedre) billede. Du kan hjælpe ved at afsøge Wikimedia Commons for et passende billede eller lægge et op på Wikimedia Commons med en af de tilladte licenser og indsætte det i artiklen. |

| Skole | Spire Denne artikel om en skole, en uddannelsesinstitution eller uddannelse er en spire som bør udbygges. Du er velkommen til at hjælpe Wikipedia ved at udvide den. |

56°7′53.40″N 9°1′30.00″Ø / 56.1315000°N 9.0250000°Ø